# Melling Racing
La Melling Racing est une ancienne écurie NASCAR basée en Caroline du Nord et dirigée par Harry  Melling jusqu'à sa mort en 1999 puis par Mark Melling.

## Histoire
L'écurie débute en Cup Series en 1982 en engageant Bill Elliott sur la voiture no 9. Il remporte 34 courses dont 11 en 1985. Elliot termine second cette année là ainsi qu'en 1987 et gagne le championnat en 1988. Cette saison est le sommet de l'écurie qui ne rencontre plus le succès dans les années 1990 et ferme fin 2002.